# Betpakdalita-CaCa
La betpakdalita-CaCa és un mineral de la classe dels fosfats, que pertany al grup de la betpakdalita. Rep el nom pel desert de Betpakdala, al Kazakhstan, on es troba la seva localitat tipus.

## Característiques
La betpakdalita-CaCa és un molibdat de fórmula química [Ca₂(H₂O)17Ca(H₂O)₆][Mo₈6+As₂5+Fe₃3+O36(OH)]. Es tracta d'un mineral aprovat com a espècie vàlida per l'Associació Mineralògica Internacional, publicada per primera vegada el 1961, sent redefinida l'any 2010 i reanomenada amb el nom actual. Cristal·litza en el sistema monoclínic. La seva duresa a l'escala de Mohs és 3.
Segons la classificació de Nickel-Strunz, la betpakdalita-CaCa pertany a «08.DM - Fosfats, etc. amb cations de mida mitjana i gran, (OH, etc.):RO₄ > 2:1» juntament amb els següents minerals: morinita, esperanzaïta, clinotirolita, tirolita, melkovita, betpakdalita-NaCa, fosfovanadilita-Ba, fosfovanadilita-Ca, yukonita, uduminelita, delvauxita i santafeïta.

## Formació i jaciments
Va ser descoberta al dipòsit de tungstè de Kara-Oba, situat al desert de Betpakdala, dins la província de Karagandy, al Kazakhstan. També ha estat descrita a Xile, els Estats Units, França, Alemanya, Noruega, la República Txeca, Namíbia, la República Popular de la Xina, Mongòlia, el Japó i Austràlia.